# Szent Oringa
Toszkánai Szent Oringa, más néven Krisztina (Santa Croce sull’Arno, 1237 – Santa Croce sull’Arno, 1310. január 4.) szentként tisztelt középkori szűz.

## Élete
Szegény földműves szülők gyermekeként született Firenze közelében. Mialatt édesapja állatait őrizte a mezőn, sokat imádkozott és elmélkedett a vallás tanításairól. Szülei halála után férjhez akarták adni, ő azonban Lucca városába ment szolgálónak, és gazdájától csak csekély mennyiségű ruhát és élelmet fogadott el. Végül visszatért szülővárosába, és egy helyi kis kolostorban fejezte be az életét. Az egyház szentként tiszteli és január 4-én üli meg az ünnepét.

## Külső hivatkozás
- Blessed Christina of Tuscany